# Norman de Garis Davies
Norman de Garis Davies (14 septembre 1865 - 5 novembre 1941), est un égyptologue britannique.

## Biographie
En 1898 il travaille pour la fondation pour l'exploration de l'Égypte en tant que dessinateur. Après avoir terminé des travaux pour la publication des tombeaux de Beni Hassan, il part à Tell el-Amarna, pour travailler sur les tombeaux et les stèles frontières.
Davies quitte la fondation en 1907 et avec son épouse Nina, ils continuent leur travail à Thèbes pour le compte du musée de New York.

## Publications
- The Tomb of Rekh-Mi-Re at Thebes, vol. 11, Metropolitan Museum of Art Egyptian Expedition Publications, 1977, 122 p. (ISBN 0-405-02267-0) ;
- The Rock Tombs of El-Amarna : Smaller Tombs and Boundary Stelae/Tombs of Parennefer, Tutu and Ay, Egypt Exploration Society, 2004 (ISBN 0-85698-161-3) ;
- The Rock Tombs of El-Amarna : The Tomb of Meryre/The Tombs of Panehesy and Meyra II, Egypt Exploration Society, 2004 (ISBN 0-85698-159-1) ;
- The Rock Tombs of El-Amarna : The Tombs of Huya and Ahmes/The Tombs of Penthu, Mahu and Others, Egypt Exploration Society, 2004, 96 p. (ISBN 0-85698-160-5).